# ローマ (小惑星)
ローマ (472 Roma) は、小惑星帯に位置するS型小惑星の一つ。
ルイージ・カルネラが発見し、彼の故国イタリアの首都ローマにちなんで名づけられた。